# Gamasellus quintornatus
Gamasellus quintornatus är en spindeldjursart som beskrevs av Wolfgang Karg 1996. Gamasellus quintornatus ingår i släktet Gamasellus och familjen Ologamasidae. Inga underarter finns listade i Catalogue of Life.